# Miami Open 2001 - Qualificazioni singolare maschile
Le qualificazioni del singolare maschile del Miami Open 2001 sono state un torneo di tennis preliminare per accedere alla fase finale della manifestazione. I vincitori dell'ultimo turno sono entrati di diritto nel tabellone principale. In caso di ritiro di uno o più giocatori aventi diritto a questi sono subentrati i lucky loser, ossia i giocatori che hanno perso nell'ultimo turno ma che avevano una classifica più alta rispetto agli altri partecipanti che avevano comunque perso nel turno finale.
Le qualificazioni del torneo Ericsson Open  2001 prevedevano 48 partecipanti di cui 12 sono entrati nel tabellone principale.

## Teste di serie
1. Xavier Malisse (primo turno)
2. Jan Siemerink (Qualificato)
3. Ivan Ljubičić (ultimo turno)
4. Fernando Meligeni (Qualificato)
5. Antony Dupuis (ultimo turno)
6. Andrej Stoljarov (Qualificato)
7. Sargis Sargsian (ultimo turno)
8. Sébastien Lareau (ultimo turno)
9. Raemon Sluiter (primo turno)
10. Lars Burgsmüller (primo turno)
11. George Bastl (Qualificato)
12. Edwin Kempes (Qualificato)

1. Ivo Heuberger (primo turno)
2. Justin Gimelstob (Qualificato)
3. Jeff Tarango (ultimo turno)
4. Wayne Black (primo turno)
5. Jacobo Diaz-Ruiz (Qualificato)
6. Paradorn Srichaphan (ultimo turno)
7. Richard Fromberg (Qualificato)
8. Cecil Mamiit (Qualificato)
9. Robby Ginepri (primo turno)
10. Martín Rodríguez (primo turno)
11. Luis Horna (ultimo turno)
12. Kevin Kim (ultimo turno)

## Qualificati
1. Bob Bryan
2. Jan Siemerink
3. Jacobo Diaz-Ruiz
4. Fernando Meligeni
5. Justin Gimelstob
6. Andrej Stoljarov

1. Robby Ginepri
2. Richard Fromberg
3. Cecil Mamiit
4. David Nalbandian
5. George Bastl
6. Edwin Kempes

## Tabellone

### Legenda
| - Q = Qualificato - WC = Wild card - LL = Lucky loser | - ALT = Alternate - SE = Special Exempt - PR = Protected Ranking | - w/o = Walkover - r = Ritirato - d = Squalificato |

### Sezione 1
|  | Primo turno | Primo turno    | Primo turno    | Primo turno | Primo turno |  |  | Ultimo turno | Ultimo turno | Ultimo turno | Ultimo turno | Ultimo turno |  |
|  |             |                |                |             |             |  |  |              |              |              |              |              |  |
|  |             | Bob Bryan      | Bob Bryan      | 6           | 6           |  |  |              |              |              |              |              |  |
|  | 1           | Xavier Malisse | Xavier Malisse | 4           | 3           |  |  |              | Bob Bryan    | Bob Bryan    | 7            | 6            |  |
|  | 23          | Luis Horna     | 4              | 7           | 6           |  |  | 23           | Luis Horna   | Luis Horna   | 6            | 4            |  |
|  |             | Jan Vacek      | 6              | 63          | 3           |  |  |              |              |              |              |              |  |

### Sezione 2
|  | Primo turno | Primo turno         | Primo turno | Primo turno | Primo turno |  |  | Ultimo turno | Ultimo turno        | Ultimo turno | Ultimo turno | Ultimo turno |  |
|  |             |                     |             |             |             |  |  |              |                     |              |              |              |  |
|  | 2           | Jan Siemerink       | 3           | 7           | 6           |  |  |              |                     |              |              |              |  |
|  |             | Stéphane Huet       | 6           | 65          | 2           |  |  | 2            | Jan Siemerink       | 3            | 6            | 7            |  |
|  | 18          | Paradorn Srichaphan | 6           | 5           | 7           |  |  | 18           | Paradorn Srichaphan | 6            | 1            | 65           |  |
|  |             | Nicolas Thomann     | 4           | 7           | 610         |  |  |              |                     |              |              |              |  |

### Sezione 3
|  | Primo turno | Primo turno       | Primo turno       | Primo turno | Primo turno |  |  | Ultimo turno | Ultimo turno     | Ultimo turno     | Ultimo turno | Ultimo turno |  |
|  |             |                   |                   |             |             |  |  |              |                  |                  |              |              |  |
|  | 3           | Ivan Ljubičić     | Ivan Ljubičić     | 7           | 6           |  |  |              |                  |                  |              |              |  |
|  |             | Michael Russell   | Michael Russell   | 65          | 3           |  |  | 3            | Ivan Ljubičić    | Ivan Ljubičić    | 65           | 3            |  |
|  | 17          | Jacobo Diaz-Ruiz  | Jacobo Diaz-Ruiz  | 6           | 6           |  |  | 17           | Jacobo Diaz-Ruiz | Jacobo Diaz-Ruiz | 7            | 6            |  |
|  |             | Giovanni Lapentti | Giovanni Lapentti | 3           | 0           |  |  |              |                  |                  |              |              |  |

### Sezione 4
|  | Primo turno | Primo turno       | Primo turno | Primo turno | Primo turno |  |  | Ultimo turno | Ultimo turno      | Ultimo turno      | Ultimo turno | Ultimo turno |  |
|  |             |                   |             |             |             |  |  |              |                   |                   |              |              |  |
|  | 4           | Fernando Meligeni | 6           | 1           | 6           |  |  |              |                   |                   |              |              |  |
|  |             | Oliver Gross      | 3           | 6           | 2           |  |  | 4            | Fernando Meligeni | Fernando Meligeni | 6            | 6            |  |
|  |             | Ivo Heuberger     | 6           | 3           | 6           |  |  |              | Ivo Heuberger     | Ivo Heuberger     | 4            | 4            |  |
|  | 13          | Peter Wessels     | 3           | 6           | 3           |  |  |              |                   |                   |              |              |  |

### Sezione 5
|  | Primo turno | Primo turno      | Primo turno      | Primo turno | Primo turno |  |  | Ultimo turno | Ultimo turno     | Ultimo turno | Ultimo turno | Ultimo turno |  |
|  |             |                  |                  |             |             |  |  |              |                  |              |              |              |  |
|  | 5           | Antony Dupuis    | Antony Dupuis    | 7           | 6           |  |  |              |                  |              |              |              |  |
|  |             | André Sá         | André Sá         | 6(0)        | 4           |  |  | 5            | Antony Dupuis    | 7            | 4            | 2            |  |
|  | 14          | Justin Gimelstob | Justin Gimelstob | 7           | 6           |  |  | 14           | Justin Gimelstob | 5            | 6            | 6            |  |
|  |             | Neville Godwin   | Neville Godwin   | 5           | 1           |  |  |              |                  |              |              |              |  |

### Sezione 6
|  | Primo turno | Primo turno         | Primo turno         | Primo turno | Primo turno |  |  | Ultimo turno | Ultimo turno     | Ultimo turno     | Ultimo turno | Ultimo turno |  |
|  |             |                     |                     |             |             |  |  |              |                  |                  |              |              |  |
|  | 6           | Andrej Stoljarov    | Andrej Stoljarov    | 6           | 7           |  |  |              |                  |                  |              |              |  |
|  |             | Marc-Kevin Goellner | Marc-Kevin Goellner | 4           | 63          |  |  | 6            | Andrej Stoljarov | Andrej Stoljarov | 6            | 6            |  |
|  |             | Martín Rodríguez    | 5                   | 7           | 6           |  |  |              | Martín Rodríguez | Martín Rodríguez | 2            | 1            |  |
|  | 22          | Kristian Pless      | 7                   | 5           | 4           |  |  |              |                  |                  |              |              |  |

### Sezione 7
|  | Primo turno | Primo turno      | Primo turno    | Primo turno | Primo turno |  |  | Ultimo turno | Ultimo turno    | Ultimo turno | Ultimo turno | Ultimo turno |  |
|  |             |                  |                |             |             |  |  |              |                 |              |              |              |  |
|  | 7           | Sargis Sargsian  | 2              | 6           | 6           |  |  |              |                 |              |              |              |  |
|  |             | Nicolas Coutelot | 6              | 4           | 2           |  |  | 7            | Sargis Sargsian | 4            | 6            | 3            |  |
|  |             | Robby Ginepri    | Robby Ginepri  | 7           | 6           |  |  |              | Robby Ginepri   | 6            | 1            | 6            |  |
|  | 21          | Cyril Saulnier   | Cyril Saulnier | 5           | 2           |  |  |              |                 |              |              |              |  |

### Sezione 8
|  | Primo turno | Primo turno      | Primo turno | Primo turno | Primo turno |  |  | Ultimo turno | Ultimo turno     | Ultimo turno | Ultimo turno | Ultimo turno |  |
|  |             |                  |             |             |             |  |  |              |                  |              |              |              |  |
|  | 8           | Sébastien Lareau | 7           | 3           | 6           |  |  |              |                  |              |              |              |  |
|  |             | Daniel Nestor    | 62          | 6           | 3           |  |  | 8            | Sébastien Lareau | 4            | 6            | 4            |  |
|  | 19          | Richard Fromberg | 3           | 7           | 6           |  |  | 19           | Richard Fromberg | 6            | 4            | 6            |  |
|  |             | Ronald Agénor    | 6           | 5           | 3           |  |  |              |                  |              |              |              |  |

### Sezione 9
|  | Primo turno | Primo turno       | Primo turno       | Primo turno | Primo turno |  |  | Ultimo turno | Ultimo turno | Ultimo turno | Ultimo turno | Ultimo turno |  |
|  |             |                   |                   |             |             |  |  |              |              |              |              |              |  |
|  |             | James Blake       | 5                 | 6           | 6           |  |  |              |              |              |              |              |  |
|  | 9           | Raemon Sluiter    | 7                 | 3           | 4           |  |  |              | James Blake  | James Blake  | 3            | 0            |  |
|  | 20          | Cecil Mamiit      | Cecil Mamiit      | 6           | 6           |  |  | 20           | Cecil Mamiit | Cecil Mamiit | 6            | 6            |  |
|  |             | Laurence Tieleman | Laurence Tieleman | 2           | 3           |  |  |              |              |              |              |              |  |

### Sezione 10
|  | Primo turno | Primo turno      | Primo turno      | Primo turno | Primo turno |  |  | Ultimo turno | Ultimo turno     | Ultimo turno     | Ultimo turno | Ultimo turno |  |
|  |             |                  |                  |             |             |  |  |              |                  |                  |              |              |  |
|  |             | David Nalbandian | David Nalbandian | 6           | 6           |  |  |              |                  |                  |              |              |  |
|  | 10          | Lars Burgsmüller | Lars Burgsmüller | 3           | 3           |  |  |              | David Nalbandian | David Nalbandian | 6            | 6            |  |
|  | 15          | Jeff Tarango     | Jeff Tarango     | 6           | 6           |  |  | 15           | Jeff Tarango     | Jeff Tarango     | 3            | 0            |  |
|  |             | Vince Spadea     | Vince Spadea     | 4           | 3           |  |  |              |                  |                  |              |              |  |

### Sezione 11
|  | Primo turno | Primo turno    | Primo turno    | Primo turno | Primo turno |  |  | Ultimo turno | Ultimo turno | Ultimo turno | Ultimo turno | Ultimo turno |  |
|  |             |                |                |             |             |  |  |              |              |              |              |              |  |
|  | 11          | George Bastl   | George Bastl   | 6           | 6           |  |  |              |              |              |              |              |  |
|  |             | Lionel Roux    | Lionel Roux    | 3           | 0           |  |  | 11           | George Bastl | George Bastl | 6            | 6            |  |
|  |             | Wayne Black    | Wayne Black    | 3           | 6           |  |  |              | Wayne Black  | Wayne Black  | 1            | 2            |  |
|  | 16          | Christian Ruud | Christian Ruud | 6           | 4r          |  |  |              |              |              |              |              |  |

### Sezione 12
|  | Primo turno | Primo turno             | Primo turno             | Primo turno | Primo turno |  |  | Ultimo turno | Ultimo turno | Ultimo turno | Ultimo turno | Ultimo turno |  |
|  |             |                         |                         |             |             |  |  |              |              |              |              |              |  |
|  | 12          | Edwin Kempes            | Edwin Kempes            | 7           | 6           |  |  |              |              |              |              |              |  |
|  |             | Juan-Albert Viloca-Puig | Juan-Albert Viloca-Puig | 5           | 3           |  |  | 12           | Edwin Kempes | 63           | 6            | 7            |  |
|  | 24          | Kevin Kim               | Kevin Kim               | 6           | 7           |  |  | 24           | Kevin Kim    | 7            | 2            | 62           |  |
|  |             | Jeff Salzenstein        | Jeff Salzenstein        | 4           | 64          |  |  |              |              |              |              |              |  |